# Pièces d'Orgue (Couperin)
Pièces d'Orgue sono due composizioni musicali di François Couperin.
All'età di 22 anni, nel 1690 François Couperin pubblica le sue Pièces d'Orgue. Egli assume il posto di organista presso la Chiesa di Saint-Gervais a Parigi dal 1685 e probabilmente è stato incoraggiato dal «Maître de musique» della Cappella Reale di Versailles, Michel-Richard Delalande, il quale dice, nella sua Approvazione, di aver trovato i pezzi «fort belles et dignes d'être données au public». In occasione di questa pubblicazione, all'immagine di suo padre Charles, Egli aggiunge al suo nome il titolo di Sieur de Crouilly; esso non comparirà mai più. Tuttavia, all'epoca dell'edizione dei suoi «Versets de Motets imprimés sur ordre du Roy» dal 1703 al 1705, egli si darà il titolo di Chevalier de Couperin.
Le due Messes furono messe in vendita separatamente: la prima è «à l'usage ordinaire des Paroisses, pour les Festes Solemnelles», mentre la seconda «propre pour le Conuents de Religieux, et Religieuses».

## Messe à l'usage des Paroisses, pour le Festes Solemnelles
La Messe à l'usage des Paroisses è nota attraverso due manoscritti pieni di errori, conservati presso la Bibliothèque Nationale, antichi fondi del Conservatorio: il primo è stato scritto all'inizio del XVIII secolo, mentre il secondo è datato al XIX secolo, copia di un originale perduto. Un'altra fonte manoscritta, più attendibile, si trova presso la Bibliothèque Municipale di Versailles: essa proviene dall'antica Biblioteca della Chapel du Château; basandosi su questo manoscritto e comparandolo con gli altri due, nel 1903 Alexandre Guilmant pubblicherà l'opera organistica di François Couperin. Nel 1929 il musicologo André Tessier troverà, presso la Bibliothèque Inguimbertine di Carpentras, l'unico esemplare conosciuto dell'edizione originale delle due Messes.

### Caratteristiche
Questa prima Messe non ha un'unità tonale, in quanto segue l'ordine dei toni delle diverse parti della Missa Cunctipotens Genitor Deus per le Fêtes doubles: così il Kyrie è scritto nel Primo Tono (Re minore), il Gloria nel Quarto Tono (La minore), il Sanctus nell'Ottavo Tono (Fa maggiore) e l’Agnus Dei nel Sesto Tono (Fa maggiore). Su questo stesso ordine di tonalità è basata la Messe pour Orgue di Nicolas de Grigny all'interno del suo Première Livre d'Orgue (Paris, 1699).
Nonostante il suo accompagnamento molto tonale e del suo colore modificato dalla comparsa di qualche sensibile nella sua melodia, il cantus firmus o plain-chant è facilmente riconoscibile: nel primo e nell'ultimo Couplet du Kyrie (in questo caso couplet significa ‘versetto’), nell’Et in terra Pax del Gloria (il celebrante intona sempre il Gloria, quindi l'organo suona direttamente al versetto successivo), ugualmente nei primi Couplets del Sanctus e dell’Agnus Dei; esso si può distinguere facilmente dall'incipit di alcuni pezzi, come la Fugue sur les Jeux d'Anches, 2e Couplet.
Questi pezzi non fanno che seguire le indicazioni pubblicate nel Cæremoniale Parisiense (Paris, 1662) di Martin Sonnet, dove scrive:

Allo stesso modo, la Tierce en Taille ed il Dialogue sur la Voix Humaine, rispettivamente il sesto ed il settimo Couplets del Gloria, prendono posto al 

Comunque il giovane organista si libera delle norme del Cærimoniale Parisiense, scrivendo pezzi brillanti che potrebbero apparire come arie di danza, in particolare la Giga del 3e Couplet del Gloria, perché le regole consigliano all'organista di non suonare i 

## Messe propre pour les Convents de Religieux, et Religieuses
Questa Messe, così come quella à l'usage des Paroisses, fu pubblicata da François Couperin nel 1690]. A lunga attribuita al suo omonimo zio, essa fu restituita al suo vero autore da André Tessier. Il Texte du Privilège – che designa il compositore come «Organiste de Saint-Gervais», incarico mantenuto dal nipote a partire dal 1685, e non dallo zio – ha aiutato i musicologi ad autenticare l'autore dell'opera con precisione. Lo stesso Tessier ritrova un esemplare originale delle due Messes alla Bibliotèque Inguiumbertine di Carpentras. Un altro esemplare, menzionato da François Joseph Fétis nella sua Biographie Universelle de Musiciens […] (Paris, 1860), si trovava nella Bibliothèque Nationale, ma, dopo il 1860 circa, è scomparso.
Prima della scoperta dell'edizione di Carpentras, questa Messe è stata conosciuta grazie a due documenti: il primo attraverso un manoscritto conservato alla Bibliothèque Municipale di Versailles, antico fondo della Biblioteca musicale della Chapelle du Château – lo stesso copista ha trascritto sotto dettatura un'altra raccolta del compositore: le Élévations; i due libri furono scritti forse sotto dettatura dell'autore stesso, il quale li donò alla Biblioteca della Chapelle. La seconda fonte è una copia manoscritta del XIX secolo, prodotta posteriormente all'esemplare ormai perduto: essa si trova presso la Bibliothèque Nationale, antico fondo del Conservatorio. Il suo grave difetto è quello di essere poco fedele: gli ornamenti sono spesso mal posizionati, l'armonia è talvolta rivista; la poca preoccupazione dell'autenticità non è stata la guida, ovviamente, per il copista.
Questa maniera di pubblicare era ancora diffusa alla fine del XVII secolo: numerose opere di Jean-Baptiste Lully sono pubblicate sotto questa forma e, ancora nel 1739, Jean Baptiste Christophe Ballard seguirà questo principio con il Ballet de la Paix di François Rebel e di François Francœur. Questo genere di edizione implica una tiratura limitata.
Per salvare le sue opere dalle contraffazioni, in basso alla prima e all'ultima pagina, così come qualche altra, è stato apposto un sigillo. Esso rappresenta due “C” interlacciate che stanno per Couperin de Crouilly (sulle opere di Lully, allo stesso modo si vedono le lettere “D” e “L”: De Lully).

### La pubblicazione
Il vantaggio di questa edizione era quello di essere poco costosa per l'autore: non doveva acquistare le targhe per l'incisione, né pagare gli incisori. Nel 1690 il giovane compositore non poteva far fronte a una tale spesa, poiché due documenti mostrano all'evidenza che egli è povero. In effetti il 14 luglio 1687, sua madre, vedova dal 1680, chiese l'autorizzazione per prendere in prestito 3000 libri, poiché ella ebbe speso tutti i suoi beni per supportare il mantenimento dei suoi figli, e soprattutto per «pagare diversi maestri di musica, di clavicembalo e di organo, per permettere ai suddetti figli di abilitarli ad adempiere degnamente al posto di organista a St. Gervais»; d'altra parte, al suo matrimonio, il 26 aprile 1689, un anno prima della sua pubblicazione, il contratto mostra che Couperin come beni non possiede altro che alcuni mobili, ma niente denaro. Questi fatti spiegano perché il giovane organista non poteva far incidere completamente la sua opera, e doveva accontentarsi di un'edizione manoscritta. Infine, nel 1690, egli fu ancora poco conosciuto: è nel 1693 che diventa organista di ruolo.
Al contrario della Messe à l'usage des Paroisses, e contrariamente a ciò che ci si può attendere da una Messa composta per i Conventi, questa Messe non utilizza melodie di cantus firmi conosciuti: questi pezzi sono, dunque, delle libere parafrasi di testi liturgici che i versetti rappresentano. In effetti, ogni parte della Messa rispetta l'alternanza delle strofe successivamente cantate e suonate all'organo.

### Media
- Cromorne en taille, messe des Paroisses, Jean-Luc Perrot, orgue François-Henri Clicquot de Souvigny.
- Fugue sur les jeux d'anches, Kyrie, messe des Paroisses, Jean-Luc Perrot, orgue François-Henri Clicquot de Souvigny.

| Controllo di autorità | VIAF (EN) 175829579 · GND (DE) 300220774 · BNE (ES) XX3473337 (data) · BNF (FR) cb13910890b (data) |